# Associação Atlética Ponte Preta Country Club
A Associação Atlética Ponte Preta Country Club é um clube da cidade de Valinhos em São Paulo, fundado em  1 de dezembro de 1961. Dentro de sua história, destaca-se a Festa Havaiana, um dos mais tradicionais eventos da cidade de Valinhos, que em 2024, completa 30 anos de história. Além de outras modalidades, destaca-se no voleibol feminino, sob a marca Vôlei Valinhos.

## História
Ao iniciar a sua caminhada rumo à elite do voleibol feminino, o time de Valinhos encerrou em primeiro lugar no Torneio Seletivo para a Superliga Brasileira de Voleibol de 2015-16, tendo sido bronze na Superliga B 2015.
A equipe ainda conquistou o título do Campeonato Paulista de 2014 na Divisão I,  o vice-campeonato nos Jogos Regionais – Divisão II no mesmo ano e foi semifinalista na Copa São Paulo de 2015, também disputando o Campeonato Paulista (Divisão Especial).
Conquistou seu primeiro título da Superliga Brasileira B em 2019, derrotando na final o Flamengo, ambos alcançando a promoção a Superliga Brasileira de Voleibol Feminino de 2019–20 - Série A.

## Histórico
Nomes fantasias utilizados pelo Clube na elite do voleibol nacional:
- Renata/Valinhos Country Club (2015[3] a 2018[1])
- Vôlei Valinhos (desde 2018).

### Resultados
- Superliga Brasileira - Série B: 2019
- Superliga Brasileira - Série B: 2015[3]
- Torneio Seletivo Superliga Brasileira A: 2015[3]
- Campeonato Paulista (Divisão I): 2014[4]
- Jogos Regionais de São Paulo (Divisão II): 2014[5]